# Moșii de vară
Moșii de vară este o rânduială a Bisericii Ortodoxe Române în care în sâmbăta dinaintea Rusaliilor se face pomenirea celor trecuți la cele veșnice.